# Дзедзиці (Намисловський повіт)
Дзедзиці (пол. Dziedzice) — село в Польщі, у гміні Домашовиці Намисловського повіту Опольського воєводства.
Населення — 77 осіб (2011).
У 1975—1998 роках село належало до Опольського воєводства.

## Демографія
Демографічна структура станом на 31 березня 2011 року:
|          | Загалом | Допрацездатний вік | Працездатний вік | Постпрацездатний вік |
| -------- | ------- | ------------------ | ---------------- | -------------------- |
| Чоловіки | 37      | 8                  | 26               | 3                    |
| Жінки    | 40      | 3                  | 18               | 19                   |
| Разом    | 77      | 11                 | 44               | 22                   |